# Cophixalus montanus
Cophixalus montanus är en groddjursart som först beskrevs av Oskar Boettger 1895.  Cophixalus montanus ingår i släktet Cophixalus och familjen Microhylidae. IUCN kategoriserar arten globalt som otillräckligt studerad. Inga underarter finns listade i Catalogue of Life.